# Aníbal Muñoz Duque
Aníbal Muñoz Duque (Santa Rosa de Osos, Antioquia, 3 de octubre de 1908-Bogotá, 15 de enero de 1987) fue un prelado colombiano, obispo de la Diócesis de socorro y San Gil, obispo de Bucaramanga (1953-1959), arzobispo de Nueva Pamplona (1959-1968), y administrador apostólico (1968), arzobispo coadjutor (1969-1972) y arzobispo (1972-1984) de la Arquidiócesis de Bogotá. En 1973 fue creado cardenal de la Iglesia católica.

## Biografía
Aníbal Muñoz Duque realizó sus estudios en el Seminario Diocesano de su ciudad natal y fue ordenado sacerdote en 1933. De inmediato fue enviado como profesor y prefecto del Instituto para las Misiones de Yarumal, por orden de quien se convertiría en su gran mentor, Miguel Ángel Builes. En 1938 fue nombrado rector del Instituto y ejerció este cargo hasta 1950. En 1951 fue preconizado obispo de Socorro y San Gil y al año siguiente fue designado obispo de la Diócesis de Bucaramanga. En 1959 se convirtió en arzobispo de Nueva Pamplona y en 1964 fue elegido presidente de la Conferencia Episcopal de Colombia.
Muñoz Duque participó como padre conciliar en las cuatro sesiones del Concilio Vaticano II y fue uno de los cuarenta obispos firmantes del Pacto de las catacumbas de Domitila, por el que se comprometieron a caminar con los pobres asumiendo un estilo de vida sencillo y renunciando a todo símbolo de poder. En calidad de presidente de la Conferencia Episcopal de Colombia participó de la organización del XXXIX Congreso Eucarístico Internacional, en el marco del cual por primera vez un papa —Pablo VI— visitó Colombia y América Latina. En el marco de ese Congreso, Muñoz Duque enfrentó las tensiones dentro del clero colombiano, ocasionadas por la sensación de una falta de representación de sus opiniones en las conclusiones del Concilio Vaticano II. Por otra parte, un sector progresista del clero permanecía influenciado por la Teología de la Liberación y agitado tras la reciente muerte del sacerdote e ideólogo de izquierda Camilo Torres Restrepo.
En 1968 fue nombrado arzobispo titular de Cariana y coadjutor de la Arquidiócesis de Bogotá, con derecho a sucesión. En 1972, tras el retiro del cardenal Luis Concha Córdoba, el papa Pablo VI lo nombró nuevo arzobispo de Bogotá. Fue creado cardenal en el consistorio del 5 de marzo de 1973, junto con el patriarca de Venecia Albino Luciani, entre otros. En 1970 promovió la creación de "vicarías episcopales" dentro de su populosa jurisdicción, buscando una mejor organización de la Arquidiócesis; Muñoz Duque tenía en la mira la posibilidad de que estas zonas pastorales se convirtieran en un futuro en diócesis independientes, lo cual se logró con la creación de las Diócesis de Fontibón, Engativá y Soacha en 2003. En 1978 participó de los dos cónclaves que llevan a la elección de Juan Pablo I y Juan Pablo II. En 1984 el cardenal Muñoz Duque se retiró como arzobispo de Bogotá. Fue arzobispo emérito de Bogotá hasta su muerte, el 15 de enero de 1987, a la edad de 78 años. Está enterrado cerca de la capilla del Sagrario en la Catedral Primada de Colombia.